# Enrique de Orozco y de la Puente
Enrique de Orozco y de la Puente (castellà: Enrique de Orozco)  (Burgos, 23 de juliol de 1844 - març 1919) fou un militar i polític espanyol, diputat pel districte d'Arenys de Mar durant la restauració borbònica.

## Biografia
Fill d'un tinent coronel de l'exèrcit, el 1857 ingressà a l'Acadèmia Militar i serví com a cadet als regiments de la Reina i d'Extremadura. El 1859-1860 participà en la guerra d'Àfrica, en la qual assolí el grau de capità. Després fou nomenat ajudant dels Capitans Generals de Castella la Vella, València i País Basc. El 1868 fou enviat a l'Exèrcit d'Andalusia i participà en la batalla d'Alcolea, i després als regiments de caçadors de Barcelona i Barbastre.
Durant el sexenni democràtic fou destinat al batalló de la reserva de Madrid i a la secció de guerra i marina del Consell d'Estat d'Espanya. Fou ascendit a comandant el 1874 i a tinent coronel el 1875. Durant la Tercera Guerra Carlina fou destinat a Catalunya, on fou ajudant d'Arsenio Martínez Campos. Establert a Catalunya des d'aleshores, fou elegit diputat pel districte de Berga, inicialment amb el Partit Conservador i després amb el Partit Liberal Fusionista a les eleccions generals espanyoles de 1876 i pel d'Arenys de Mar a les eleccions generals espanyoles de 1879, 1881, 1886 i 1891. A les eleccions de 1884 va rebre suport de la Comisión Electoral para la Candidatura Independiente y Proteccionista, però fou derrotat per Antoni Borrell i Folch. Més tard fou senador per la província d'Alacant el 1911-1914. Fou nomenat director general de la Guàrdia Civil entre el 10 de desembre de 1915 i el 23 de juliol de 1916. Arribà a ser secretari particular de Cánovas del Castillo.
El 1881 fou un dels diputats que reclamà la Diputació Catalana i el 1889 fou un dels que va intervenir al Congrés a favor del dret català. També era soci honorari del Centre Industrial de Catalunya.